# Bullet in a Bible
A Bullet in a Bible a Green Day első koncertfelvétele. CD, DVD, Blu-Ray és UMD formátumban is megjelent 2005 novemberében.

## Album info
Az album hatalmas sikert aratott, főleg Amerikában. A lemezt az angliai Milton Keynes-i koncerten  rögzítették. Címének fordítása Golyó a Bibliában, ami abból ered, hogy a Green Day Angliában ellátogatott a Hadtörténeti Múzeumba, s megnézte a golyót, amely belefúródott egy Bibliába, ezzel megmentve tulajdonosa életét.

### Kiadások
- Az albumnak egyetlen változata van, tartalmaz egy 
  - CD-t (a koncert hanganyagával)
  - DVD-t (a koncert képanyagával, kommentár, a kulisszák mögött)

Csak papírtokban lehet kapni.

### Borító
A borítón az együttes frontembere, Billie Joe Armstrong látható a koncert közben, kezét feltartja, ezzel buzdítja a háttérben tomboló közönséget. A háttér alapszíne piros, és halvány fehéren kivehető rajta az a logó, mely egy embert ábrázol, akibe épp villám csap (ez a logó a koncerten is többször feltűnik).

### CD és DVD számlista
Az összes számot Billie Joe Armstrong írta, kivéve a jelzettet.
1. "American Idiot" – 4:33
2. "Jesus of Suburbia" – 9:24
  - I. "Jesus of Suburbia"
  - II. "City of the Damned"
  - III. "I Don't Care"
  - IV. "Dearly Beloved"
  - V. "Tales of Another Broken Home"
3. "Holiday" – 4:12
4. "Are We The Waiting" – 2:58
5. "St. Jimmy" – 2:55
6. "Longview" – 4:45
7. "Hitchin' a Ride" – 4:04
8. "Brain Stew" – 3:03
9. "Basket Case" – 2:58
10. "King for a Day/Shout!" (Billie Joe Armstrong/Kelly O. Isley/Ronald Isley/Rudolph Isley) – 8:47
11. "Wake Me Up When September Ends" – 5:03
12. "Minority" – 4:19
13. "Boulevard of Broken Dreams" – 4:45
14. "Good Riddance (Time of Your Life)" – 3:26

A DVD-n a dalok között a Green Day tagjai kommentárt adnak.

## Közreműködtek
- Green Day
  - Billie Joe Armstrong – ének, gitár
  - Mike  Dirnt – basszusgitár, vokál
  - Tré Cool – dob, vokál
- Zenei producer:Rob Cavallo és Green Day
- Rendezte:Samuel Bayer
- Producer:Tim Lynch

### Koncert
- Anglia, Milton Keynes – The National Bowl
- 2005.június 18. – 19.